# 浜本隆志
浜本 隆志（はまもと たかし、1944年 - ）は、日本のドイツ文学者。関西大学名誉教授。
専門はドイツ文化論、比較文化論。ドイツ文化に関する著書多数。

## 人物・来 歴
香川県生まれ。大阪府池田市のダイハツ工業の研究部門に勤務しながら、1966年関西大学文学部二部（夜間部）に入学。1972年同大学大学院文学研究科修士課程修了。関西医科大学専任講師を経て、関西大学助教授、ワイマル古典文学研究所およびジーゲン大学に留学。博士（文学）。関西大学文学部教授、関西大学文学部長を歴任。2015年退職、名誉教授。2023年、瑞宝中綬章受章。

## 主要著作

### 単著
- 『ドイツ・ジャコバン派 - 消された革命史』（平凡社） 1991
- 『鍵穴から見たヨーロッパ - 個人主義を支えた技術』（中公新書） 1996
- 『ねむり姫の謎 - 糸つむぎ部屋の性愛史』（講談社現代新書） 1999
- 『紋章が語るヨーロッパ史』（白水社） 1998、のち白水Uブックス 2003
- 『指輪の文化史』（白水社） 1999、のち白水Uブックス 2004
- 『アクセサリーが消えた日本史』（光文社新書） 2004
- 『魔女とカルトのドイツ史』（講談社現代新書） 2004
- 『モノが語るドイツ精神』（新潮選書 2005
- 『拷問と処刑の西洋史』（新潮選書） 2007
- 『「窓」の思想史：日本とヨーロッパの建築表象論』（筑摩選書） 2011
- 『海賊党の思想 - フリーダウンロードと液体民主主義』(白水社） 2013
- 『バレンタインデーの秘密：愛の宗教文化史』(平凡社新書） 2014
- 『シンデレラの謎 - なぜ時代を越えて世界中に拡がったのか』(河出書房新社） 2017
- 『ナチスと隕石仏像 - SSチベット探検隊とアーリア神話』(集英社新書） 2017
- 『関西大学と大正ロマンの世界 - 「夢の顔たち」の人脈ヒストリア』（関西大学出版部） 2017
- 『図説 指輪の文化史』（河出書房新社、ふくろうの本、世界の歴史） 2018
- 『図説 ヨーロッパの紋章』（河出書房新社、ふくろうの本、世界の歴史） 2019
- 『ポスト・コロナの文明論 - 感染症の歴史と近未来の社会』（明石書店） 2020

### 共著
- 『現代ドイツを知るための55章 - 変わるドイツ・変わらぬドイツ』（高橋憲共著、明石書店） 2002
- 『文化共生ハンドブック』（森貴史共著、関西大学出版部） 2008
- 『最新ドイツ事情を知るための50章』（柳原初樹共著、明石書店、エリアスタディーズ77） 2009
- 『異界が口を開けるとき - 来訪神のコスモロジー』（関西大学出版部、関西大学東西学術研究所研究叢刊） 2010
- 『決闘のヨーロッパ史』（菅野瑞治也共著、河出書房新社） 2021

### 共編著
- 『基準ドイツ文法』（福岡四郎, 新谷浩堆、郁文堂） 1988
- 『ヨーロッパの祭りたち』（柏木治、明石書店） 2003
- 『色彩の魔力 - 文化史・美学・心理学的アプローチ』（伊藤誠宏、明石書店） 2005
- 『ヨーロッパ人相学 - 顔が語る西洋文化史』（柏木治, 森貴史、白水社） 2008
- 『ドイツのマイノリティ - 人種・民族・社会的差別の実態』（平井昌也、明石書店、世界人権問題叢書） 2010
- 『ヨーロッパ・ジェンダー文化論（女神信仰・社会風俗・結婚観の軌跡）』（伊藤誠宏, 柏木治, 森貴史, 溝井裕一、明石書店） 2011
- 『EUと日本 - 「あかねさす」国際交流』(藪田貫、関西大学出版部） 2011
- 『現代ドイツを知るための62章 (第2版)』(高橋憲、明石書店） 2013
- 『欧米社会の集団妄想とカルト症候群 - 少年十字軍、千年王国、魔女狩り、KKK、人種主義の生成と連鎖』(柏木治, 高田博行, 細川裕史, 溝井裕一, 森貴史、明石書店） 2015
- 『現代ドイツを知るための67章 (第3版)』(高橋憲、明石書店） 2020

## 翻訳
- 『ドイツの文芸検閲史』（ディーター・ブロイアー、共訳、関西大学出版部） 1997
- 『「ジプシー」の伝説とメルヘン - 放浪の旅と見果てぬ夢』（ハインリヒ・フォン・ヴリスロキ、明石書店） 2001